# Viljakkala
Viljakkala est une ancienne municipalité du sud-ouest de la Finlande, dans la région du Pirkanmaa et la province de Finlande occidentale.
Viljakkala a fusionné avec Ylöjärvi le 1er janvier 2007.

## Économie
Elle était historiquement connue pour abriter une petite mine d'or à Haveri. Pour l'anecdote, les médailles d'or et d'argent distribuées aux JO d'Helsinki en 1952 furent forgées avec le produit de cette mine. Outre l'or (300 kg en tout) et l'argent, la mine a également produit du cuivre. Cependant, c'est la seule mine d'Europe dont l'or était le produit majoritaire.
La mine désaffectée depuis décembre 1960 est aujourd'hui une curiosité touristique locale, mais la montée des cours de l'or et l'amélioration des techniques d'exploitation ont provoqué l'élaboration de plans rendant une réouverture possible dans les années à venir. 

## Géographie
Située dans un cadre forestier non loin de Tampere, elle compte pas moins de 125 lacs pour un total de 83 km de berges. Depuis le 1er janvier 2007, la petite municipalité est rattachée à la ville d'Ylöjärvi, ce qui renforcera son intégration dans l'agglomération de Tampere.

## Galerie

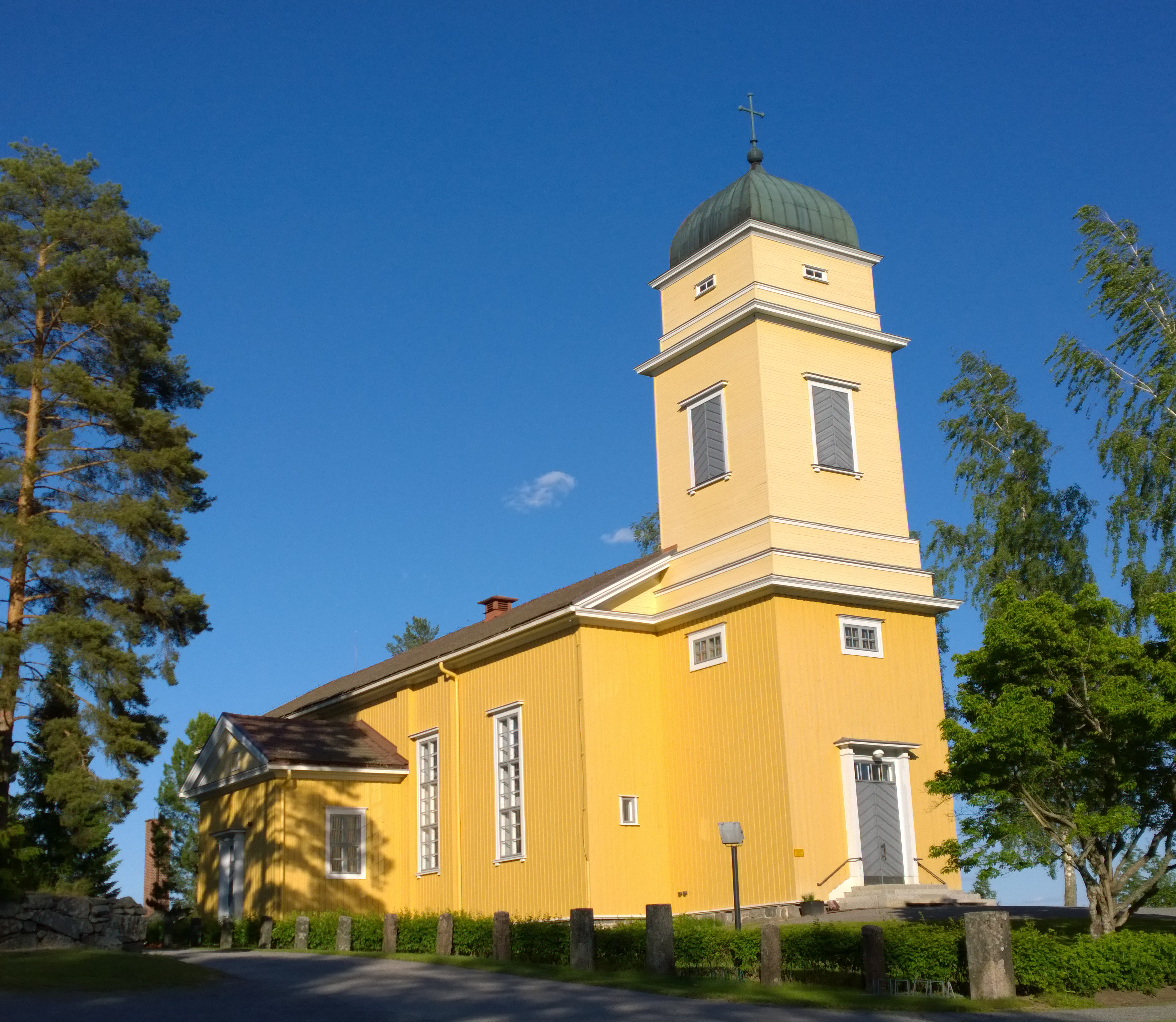
Église de Viljakkala.